# Liberale Imperialisten
Die Liberalen Imperialisten waren eine Fraktion innerhalb der britischen Liberalen Partei in den späten 1890er und frühen 1900er Jahren, die durch ihre Ansichten zur Politik gegenüber dem Britischen Empire vereint waren. Sie unterstützten den Zweiten Burenkrieg, den die Mehrheit der Liberalen ablehnte, und wollten, dass das Empire auf humanere und liberalere Weise regiert wird. Die prominentesten Mitglieder waren R. B. Haldane, H. H. Asquith, Sir Edward Grey und Lord Rosebery. Die Gruppe nahm unter dem Namen „The Imperial Liberal Council“ (Imperialer Liberaler Rat) eine formelle Identität an, deren Gründungsversammlung am 10. April 1900 im Westminster Palace Hotel stattfand. In seiner Abhandlung von 1979 bezifferte Thomas Boyle die zahlenmäßige Stärke der Imperialisten unter den Vertretern der Liberalen Partei im Unterhaus unmittelbar vor den Parlamentswahlen von 1900 auf 51 von insgesamt 189 Sitzen, unmittelbar nach diesen Wahlen auf 53 von insgesamt 184 Sitzen und zum Zeitpunkt der Auflösung des Parlaments im Jahr 1905 auf 76 von insgesamt 213 Sitzen.

## Geschichte
Die Gruppierung trat kurz nach dem gescheiterten Jameson-Raid im Jahr 1895 und vor Ausbruch des Burenkriegs vier Jahre später in den Vordergrund, als die Spannungen zwischen den britischen Kolonien in Südafrika und ihren Nachbarn zunahmen. Ihre Führer waren Mitglieder der parlamentarischen Liberalen Partei – damals in der Opposition –, die die imperialistischen Aspekte der Außenpolitik der konservativen Regierung von Lord Salisbury unterstützten. Dies stand im Gegensatz zum radikalen Flügel der liberalen Parlamentspartei, zu dessen prominenten Mitgliedern der ehemalige Vorsitzende William Harcourt, John Morley und David Lloyd George gehörten. Der Parteivorsitzende Sir Henry Campbell-Bannerman, der selbst der Außenpolitik der Regierung skeptisch gegenüberstand und insbesondere den Kolonialminister Joseph Chamberlain kritisierte, versuchte, die Kluft zwischen den beiden Fraktionen der Liberalen Partei zu überbrücken.
Bei den Parlamentswahlen von 1900 unterstützten die liberalen Imperialisten den Kriegskurs in Südafrika, während ihn die Pro-Buren-Fraktion um David Lloyd George strikt ablehnte. Im Jahr 1902 änderte die Gruppe ihren Namen von Imperial Liberal Council in Liberal League, wobei mehr oder weniger dieselben Personen beteiligt waren. Nach dem Sieg der Liberalen im Jahr 1906 spielten sie wichtige Rollen in der neuen liberalen Regierung: Asquith, Grey und Haldane übernahmen das Finanzministerium, das Außenministerium und das Kriegsministerium.

## Spätere Nutzung des Begriffs
In der heutigen Zeit wird „liberaler Imperialismus“ zunehmend als politischer Vorwurf gegen die politische Linke in den Vereinigten Staaten verwendet. Dieser moderne Begriff hat nichts mit der historischen politischen Strömung zu tun. Befürworter verwenden den Begriff oft, um die Außenpolitik der Demokratischen Partei zu kritisieren, und bezeichnen sie als eine Form des kulturellen Imperialismus. Sie behaupten, dass liberale Imperialisten versuchen, ihren kulturellen Liberalismus fremden Kulturen mit eher sozial konservativen Werten aufzuzwingen. Dies wurde mit dem Neokonservatismus verglichen, da liberale Imperialisten bereit seien, militärische Gewalt einzusetzen, um ihre Ziele zu erreichen.